# Basia (rzeka)
Basia (biał. i ros. Ба́ся) – rzeka w obwodzie mohylewskim na Białorusi, prawy dopływ Proni w dorzeczu Dniepru. Długość – 104 km, powierzchnia zlewni – 955 km², średni przepływ u ujścia – 6,3 m³/s, spadek – 70,7 m, średnie nachylenie – 0,68‰. Źródła w zachodniej części Wyżyny Smoleńskiej, na południowym skraju wsi Ancipienki rejonu dubrowieńskiego. Płynie na południe przez Równinę Orszańsko-Mohylewską, przez rejony horecki, drybiński, szkłowski i czauski, po czym uchodzi do Proni koło miasta Czausy.
Dolina rzeki skrzynkowa o szerokości 300–500 m. Obszar zalewowy o szerokości 150–300 m po obu stronach rzeki, poprzecinany starorzeczami i dolinami dopływów. Koryto umiarkowanie kręte i słabo rozgałęzione, w górnym biegu, na odcinku 18 km skanalizowane, na wydzielonych odcinkach oczyszczane. Jego szerokość w środkowym i dolnym biegu wynosi 10–15 m. Brzegi strome. W zlewisku rzeki znajduje się 295 km otwartej sieci melioracyjnej.
8 października 1660 roku, w trakcie wojny polsko-rosyjskiej 1654-1667, miała miejsce bitwa nad Basią pomiędzy wojskami Rzeczypospolitej i Rosji.

## Hydronimia
Istnieje kilka wersji pochodzenia nazwy rzeki:
1. Od „wa” i „sosz” (lub „sou”) – ciek wodny lub rzeka wypływająca z bagna („sou” – bagno)
2. Od słowa „bagno” w językach bałtyckich
3. Od „wa” i „sin” – rzeka ze strumieniami, rzeka, która bierze swój początek ze strumienia/strumieni

## Dopływy
W dorzeczu Basi znajduje się 39 niewielkich dopływów o ogólnej długości 96 km.
Prawe: Auczosa, Limna, Ruza
Lewe: Gołubina, Kasinka, Pawna, Czarnica